# Werenfried
Werenfried auch Werenfridus (gestorben 14. August 760 in Westervoort) ist ein Missionar und Heiliger.

## Lebenslauf
Werenfried wird erstmals erwähnt als ein Mönch im Kloster Rathmelsigi in Irland. Vermutlich war er kein Ire: sein Name ist rein germanisch und ist zu deuten als Wahrer des Friedens. Um das Jahr 690 zog er als Geselle des Willibrord in die heutige Niederlande, um dort das Christentum zu verbreiten. Zunächst arbeitete er von Wervershoof aus, das damals zu Friesland gehörte; später zog er über die bedeutende Handelsstadt Dorestad in die Landschaft Betuwe, nach Elst zwischen Arnheim und Nimwegen, wo er zeitlebens seine Missionsarbeit fortsetzte. Er soll auch im Tal der Vechte, u. a. in Nordhorn tätig gewesen sein. In einer Urkunde aus dem Jahr 1327 ist der Hl. Werenfried als Namenspatron der Kirche zu Uelsen angegeben.

## Legende
Nach dem Tod des Werenfried wollten mehrere Orte seine Gebeine in ihrer Kirche beisetzen. Der Präsenz eines Heiligengrabs war im Mittelalter für ein Dorf oder eine Stadt von großer wirtschaftlicher Bedeutung, denn der Ort würde dann Ziel von Wallfahrten werden, was damals die einzige Form des Tourismus war.
Westervoort, wo er gestorben war, und Elst einigten sich im Streit um die Grablegung Werenfrieds auf ein Gottesurteil. Der Leichnam wurde in einen Kahn gelegt, der überraschenderweise stromaufwärts an das Rheinufer der Betuwe trieb. Dann wurde Werenfried in einen Ochsenkarren gelegt. Die beiden Zugtiere waren jung und hatten nie zuvor unter einem Joch gestanden. Ohne einem menschlichen Befehl zu folgen, zogen die Ochsen den Karren zur Kirche von Elst, wo Werenfried bestattet wurde. Seitdem ist Werenfried der Schutzpatron des Dorfes Elst.
Um Beistand wurde Werenfried auch angerufen von Gemüsegärtnern, sowie von Menschen, die an Gicht litten.

## Werenfrieds Reliquien
Um 925 wurde in der Kirche zu Elster zu Ehren Werenfrieds ein Altar errichtet, was darauf hindeutet, dass er damals als Heiliger anerkannt wurde. Ein päpstliches Dokument, das dies bestätigt ist aber nicht erhalten geblieben. Im Bildersturm des Jahres 1588 wurde Werenfrieds Grabstätte geschändet und seine Überreste gingen zum Teil verloren. Was erhalten war, wurde in eine Kirche in Emmerich am Rhein übertragen. Im Zweiten Weltkrieg wurde diese Kirche zerbombt. Bis auf ein kleines Knochenfragment gingen dabei alle Reliquien des hl. Werenfridus verloren.